# Ribèra Baisha
La Ribera Baixa o Ribèra Baisha, (en occità: Ribèra Baisha) és un parçan o comarca d'Occitània situat a la Gascunya. La seva vil·la principal és Plasença.
Segons la proposta de divisió territorial d'Occitània del diari Jornalet, basada en l'obra de Frederic Zégierman Le Guide des pays de France, la Ribèra Baisha estaria ubicada a la regió de la Gascunya, subregió de l'Armanyac.
Oficialment, les comunes de la Ribèra Baisha estan adscrites administrativament als departaments francesos de Gers (sud-oest) i dels Alts Pirineus (nord-oest), ambdós a la regió administrativa d'Occitània.